# Наслідний принц Республіки
«Наслідний принц Республіки» — радянський художній фільм режисера Едуарда Йогансона, знятий на кіностудії «Ленфільм» в 1934 році.

## Сюжет
Після звістки про майбутнє народження дитини Сергій пішов від своєї дружини Наташі і оселився в компанії молодих архітекторів, які займали одну з кімнат у великому будинку. В результаті ланцюжка непередбачених подій в принесеній одним з мешканців знайденій дитині Сергій впізнає новонародженого сина. Друзі роблять все можливе, щоб знайти загублену мати, але Сергій не розкриває свого батьківства і намагається віддати немовля в чужі руки. Завдяки дбайливій участі багатьох людей, вбита горем Наташа знайшла зниклу крихітку, названу старим добрим лікарем наслідним принцом Республіки.

## У ролях
- Петро Кирилов —  Сергій
- Євгенія Пирялова —  Наташа
- Андрій Апсолон —  Андрій
- Георгій Жжонов —  архітектор
- Сергій Поначевний —  архітектор
- Георгій Орлов —  архітектор
- Михайло Ростовцев —  професор-медик
- Олександр Мельников —  інспектор житлокомісії
- Микола Урванцев —  бездітний громадянин
- Микола Черкасов —  офіціант

## Знімальна група
- Автори сценарію: Рафаїл Музикант, Борис Чирсков
- Режисер-постановник: Едуард Йогансон
- Оператор-постановник: Георгій Філатов
- Художник-постановник: Павло Бетакі
- Художник по костюмах: Едуард Йогансон
- Асистент режисера: В'ячеслав Куклін